# Jardin du Vasterival
Le jardin du Vasterival est situé à Sainte-Marguerite-sur-Mer, en Seine-Maritime, dans la valleuse du Vasterival. Privé, ce jardin a été créé par la princesse Greta Sturdza (1915-2009), dans le parc de l'ancienne maison d'Albert Roussel, qu'elle occupe de 1955 à 2009. Cet arboretum est conçu pour être beau en toutes saisons et entretenu avec des méthodes simples, sans produits chimiques. Sur 12 ha, il accueille plus de 7 000 espèces et variétés de plantes. La princesse Greta Sturdza repose au cimetière de Longueil , auprès de son époux.